# Skaling

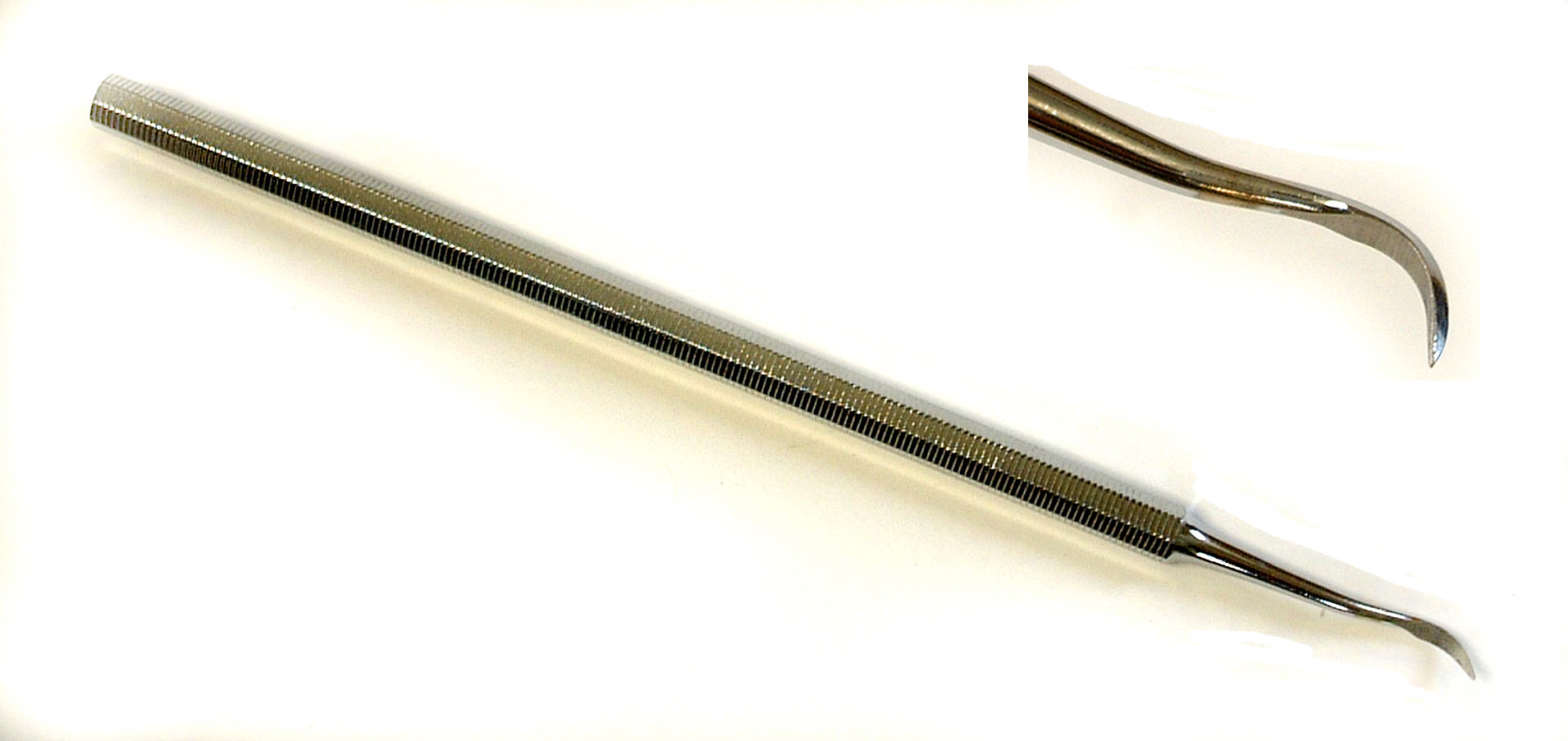
Skaler ręczny

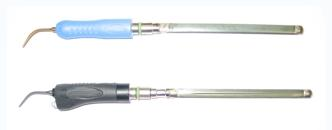
Dwa skalery ultradźwiękowe

Skaling – usuwanie kamienia nazębnego z powierzchni zębów. Często wykonywany jako element kompleksowej higienizacji, razem z piaskowaniem i fluoryzacją.
Kamień nazębny usuwa się następującymi sposobami:
- konwencjonalnie – skalerem ręcznym
- mechanicznie – frezami (metoda trudna, rzadko stosowana)
- ultradźwiękowo – skalerem ultradźwiękowym
- dźwiękowo – falami dźwiękowymi z zakresu 6–8 kHz
- laserowo – skalerem laserowym
- chemicznie – z użyciem płukanek (np. 30% roztworu perhydrolu)[potrzebny przypis]. Służy jedynie do zmiękczenia kamienia.
- piaskowaniem – przy pomocy piaskarki usuwa się drobiny kamienia nazębnego pozostałe po uprzednim skalingu.

## Procedura skalingu
Przed przystąpieniem do skalingu, stomatolog przeprowadza dokładną ocenę stanu jamy ustnej, w tym badanie dziąseł, zębów i ogólnej higieny jamy ustnej. Może to obejmować badanie kliniczne oraz diagnostykę radiologiczną. W przypadku głębokiego skalingu poddziąsłowego, zwłaszcza u pacjentów z wrażliwymi dziąsłami lub zaawansowaną chorobą przyzębia, można zastosować znieczulenie miejscowe. Przeciwwskazaniem do wykonania skalingu jest m.in. opryszczka lub silny stan zapalny dziąseł. Należy zachować ostrożność w przypadku pacjentów z chorobami układu oddechowego (np. astmą), gdyż uwalniający się podczas skalingu aerozol może podrażniać drogi oddechowe.
- Skaling nadziąsłowy. Usuwanie kamienia nazębnego i płytki bakteryjnej znajdujących się powyżej linii dziąseł. Skaling nadziąsłowy jest zazwyczaj wykonywany za pomocą narzędzi ultradźwiękowych, które wibrują z dużą częstotliwością, rozbijając kamień nazębny. Może być również stosowany ręczny skaler, który pozwala na dokładne oczyszczenie powierzchni zębów.
- Skaling poddziąsłowy. Usuwanie kamienia nazębnego i płytki bakteryjnej z powierzchni korzeni zębów, które znajdują się poniżej linii dziąseł. Procedura ta jest bardziej skomplikowana i może wymagać zastosowania specjalistycznych narzędzi ręcznych lub końcówek ultradźwiękowych przeznaczonych do pracy poddziąsłowej.

## Skutki uboczne po skalingu
U niektórych pacjentów pojawia się przejściowa nadwrażliwość zębów. W razie potrzeby stomatolog zaleca stosowanie pasty lub płukanki zmniejszającej wrażliwość szkliwa. Po zabiegu dziąsła mogą być podrażnione lub zaczerwienione. Pacjenci odczuwają także wrażenie „luźnych” zębów, co jest wynikiem odsłonięcia miejsc wcześniej przykrytych złogami. Z czasem dziąsła samoistnie zaczynają przylegać do zębów.

Przeczytaj ostrzeżenie dotyczące informacji medycznych i pokrewnych zamieszczonych w Wikipedii.